# Церковь Николая Чудотворца (Кутьино)
Церковь Николая Чудотворца — приходской храм Саратовской епархии Русской православной церкви в селе Кутьино Новобурасского района Саратовской области, построенный в XIX веке. Здание храма является объектом культурного наследия и находится под охраной государства. В настоящее время храм не действует, ведутся восстановительные работы.

## История строительства храма
Церковь в селе Кутьино была возведена в 1850 году тщанием прихожан. Храм той постройки был деревянным, имелась деревянная колокольня. Был организован один престол — во имя Святителя Николая Чудотворца. В 1911 году здание храма было разобрано и на его месте построена новая, каменная церковь, освященная в 1912 году. Отделочные работы продолжались до 1917 года. В штате числились два священника и два псаломщика, проживавшие в церковных домах. При храме работала церковно-приходская смешанная школа.
В начале 1920-х годов церковь закрыли.

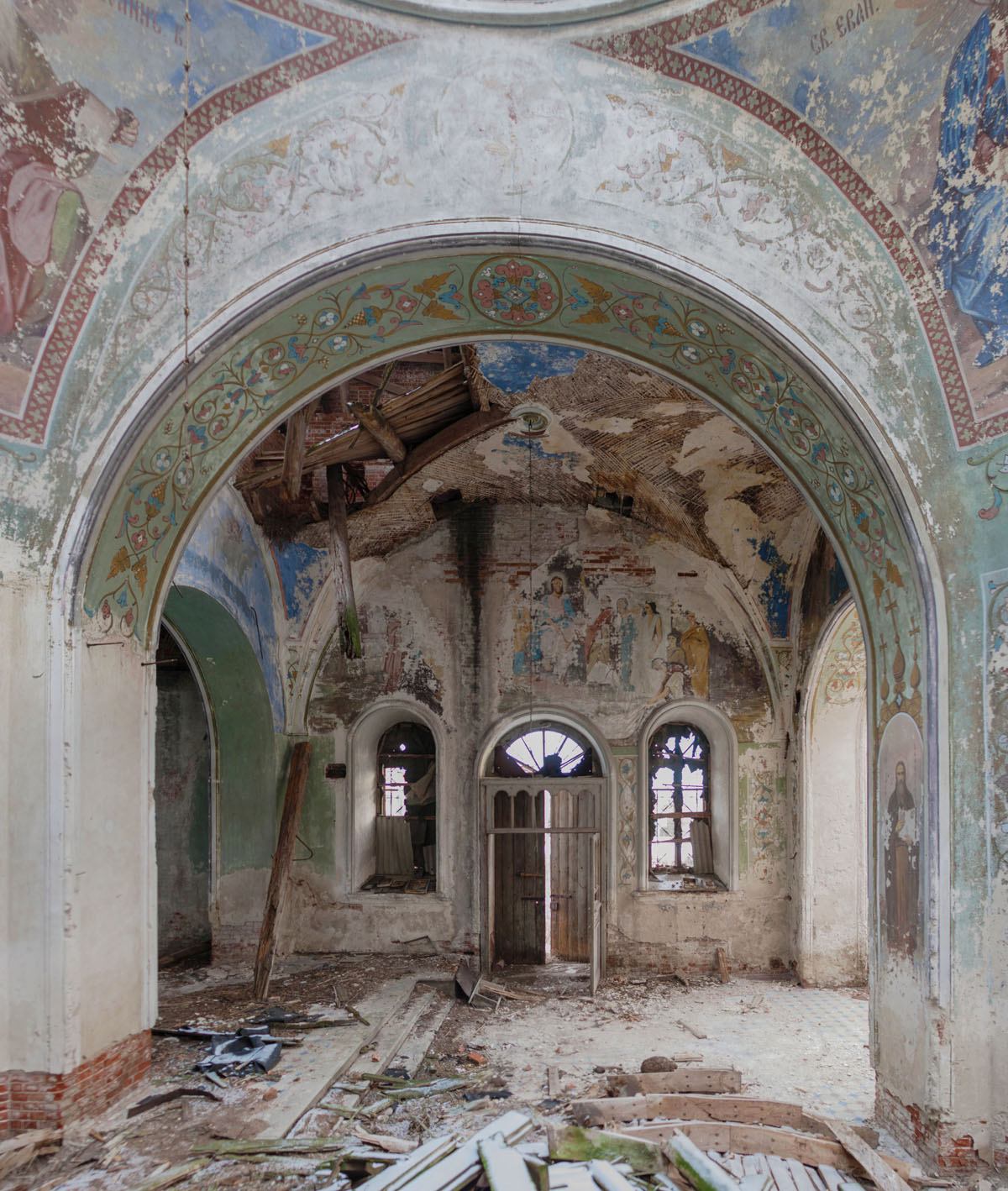
Интерьер храма

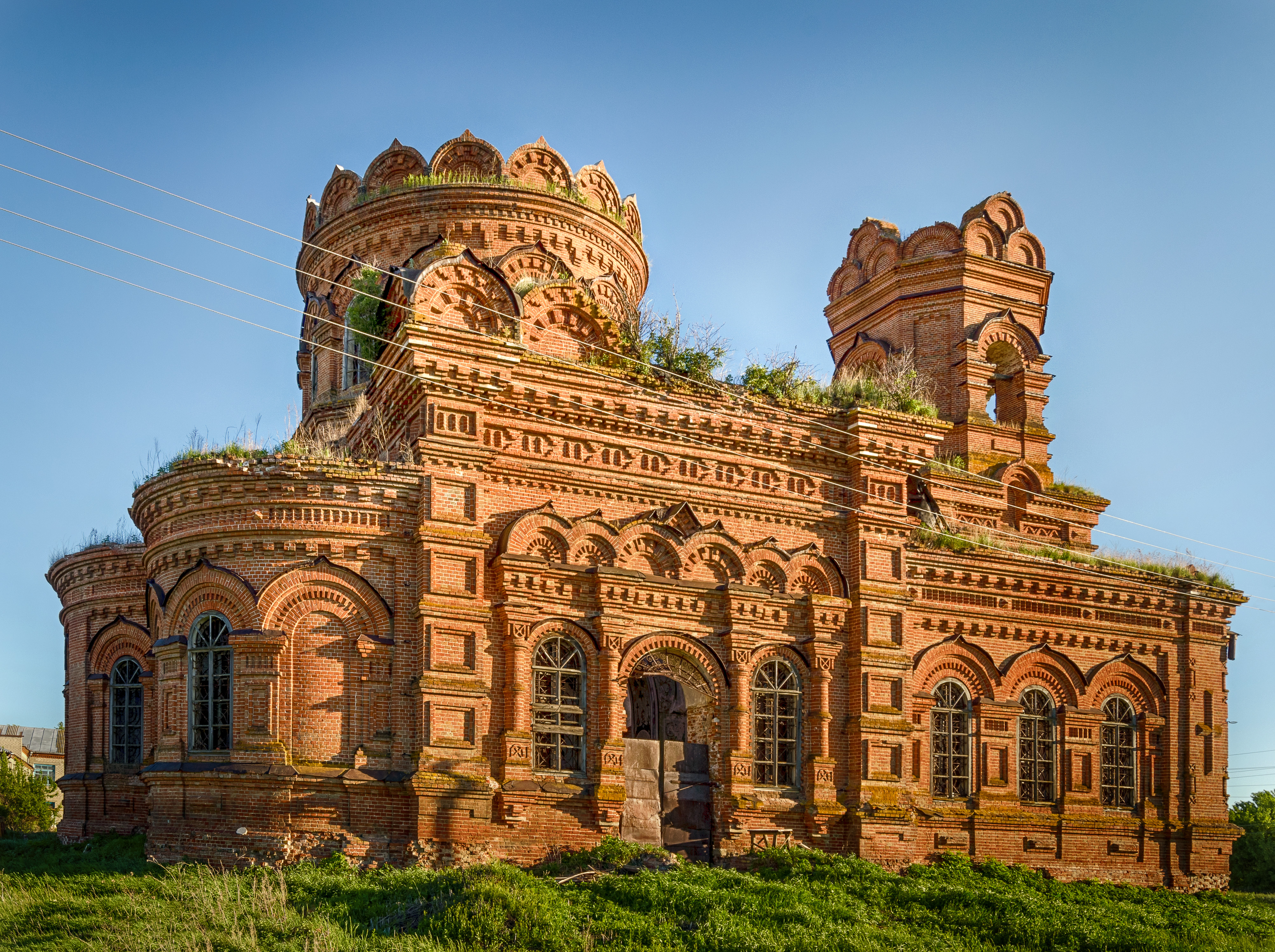
Задний фасад здания

В 1988 году жители села Кутьино Новобурасского района обратились в Саратовскую епархию с прошением об организации и открытии в селе православного прихода. Сохранившееся здание Никольской церкви было передано верующим, находилось в полуразрушенном состоянии. Здание является памятником архитектуры.

## Современное состояние
В 1991 году недалеко от исторического здания церкви на пожертвования прихожан было возведено одноэтажное здание Свято-Никольского храма.
В 2004 году, по благословению Епископа Саратовского и Вольского Лонгина, иерей Алексий Земцов совершил чин положения Антиминса.
Все святыни, которые были сохранены, жители возвратили в храм.